# Charlotte Dobson
Charlotte Dobson (Glasgow, 5 de junio de 1986) es una deportista británica que compite en vela en las clases Laser Radial y 49er FX.
Ganó dos medallas de plata en el Campeonato Europeo de Laser Radial, en los años 2004 y 2010. También obtuvo una medalla de plata en el Campeonato Mundial de 49er de 2020 y una medalla de plata en el Campeonato Europeo de 49er de 2017. Participó en los Juegos Olímpicos de Río de Janeiro 2016, ocupando el octavo lugar en la clase 49er FX.

## Palmarés internacional
| Campeonato Europeo | Campeonato Europeo   | Campeonato Europeo | Campeonato Europeo |
| Año                | Lugar                | Medalla            | Clase              |
| ------------------ | -------------------- | ------------------ | ------------------ |
| 2004               | Bangor (Reino Unido) | Medalla de plata   | Laser Radial       |
| 2010               | Tallin (Estonia)     | Medalla de plata   | Laser Radial       |

| Campeonato Mundial | Campeonato Mundial  | Campeonato Mundial | Campeonato Mundial |
| Año                | Lugar               | Medalla            | Clase              |
| ------------------ | ------------------- | ------------------ | ------------------ |
| 2020               | Geelong (Australia) | Medalla de plata   | 49er FX            |
| Campeonato Europeo |                     |                    |                    |
| Año                | Lugar               | Medalla            | Clase              |
| 2017               | Kiel (Alemania)     | Medalla de plata   | 49er FX            |